# オーク (トールキン)
オーク（OrcまたはOrk）は、J・R・R・トールキンの作品世界中つ国に住む、人間とは異なる種族。『ホビットの冒険』初版では一箇所のみで使われた名称で、それ以外の箇所では「ゴブリン」と呼ばれている。『指輪物語』や『シルマリルの物語』ではモルゴスやサウロンら悪の君主や魔法使いサルマンに仕える兵士（や副官）として登場する。
剣名オルクリストもじつは「オークを裂くもの」の意である。

## 概要
オークとは、J・R・R・トールキン作品に登場するゴブリンたちの名称である。
オークは、中つ国という架空世界にあるとされる幾つかの言語で異なる名称がつけられており、そのひとつが「ウルク」である（§架空言語名参照）。作中、改良種とも人間との交配種ともいわれるのがウルク＝ハイである。実写映画版では「ウルク」を大型種の呼称としてもちいていた（§ウルク参照）。「狼乗り」と呼ばれるオークも存在した（§狼乗り参照）。オークは西方語も解し、異なる血統族のあいだではこの共通語で話す。
オークには戦闘員向けの大型種ウルク（種族名ウルク＝ハイ）がおり、より小柄の普通種はスナガ（奴隷）とも呼ばれる。狼に騎乗することも知られ、騎狼隊（ウルフ＝ライダー）と呼ばれる。
祖先はエルフ族だが、モルゴスたるメルコールにとらわれ創り出された種族であると外伝（『シルマリルの物語』）に伝わる。小説や映画ではゴブリン女があらわれる場面はないが、女性のオーク（ゴブリン）は存在するものとされ、人間と同じく異性と番って子供をつくるとされる。
作中、ホビット族の成れの果てのゴクリ（ゴラム）や大蜘蛛がオークを捕食する描写がある（§オークの肉参照）。

## 語釈
最初の原作『The Hobbit』初版（1937年）では"orc"の単語は一度のみ使われており、これ以外にOrcrist オルクリストという剣名に用いられるが、他所では同義語として"goblin"が充てられていた。しかし続編の『指輪物語』では "orc"が多用されている。
『ホビットの冒険』（和訳）では、唯一の使用箇所は「何とも例えようのないオーク鬼」（瀬田貞二訳、1965年）や「山のオーク(悪鬼)」（山本史郎訳。1997年）などと訳出されている。
剣名は「オルクリスト」と音写が使われているが（瀬田訳、山本訳とも）、これはエルフ語名という設定になっており、作中では（共通語で）"goblin cleaver"（原書）「ゴブリン退治」（瀬田訳）、「ゴブリンを裂くもの」（山本訳）を意味する名であると説明されている。

### 起源
トールキンは「オーク」という語を、古英語（アングロサクソン語） orc （「悪魔」）から借用したが、それはあくまで「発音的適宜性」による理由であるとしている。そして自分の"オーク"の設定は、ジョージ・マクドナルド作『お姫さまとゴブリンの物語』より多大な影響を受けていると説明している。
トールキンはまた、自分が用いる "Orc" は、イルカ目の海獣を意味する"Orc"とは関連性が無いとも述べている（シャチの学名・ラテン名は Orca である）。『オックスフォード英語辞典』（通称OED）の"orc"の項は、第一義としてこの「海獣」、第二義として「喰らう怪物、オーガ」としていた。同辞典の寄与者であったトールキンは、無論OEDのこの項を参考にしたはず、と考察される。
第二義の語源は、古英語 "orc" に遡及するとされ、トールキンも"orc"は古英語由来だとするので、いわば同根語である。

#### 古英語語源
元となった "orc" という古英語は、英雄詩『ベーオウルフ』や、古英語語彙集に用例があることトールキンは述べている。
『ベーオウルフ』の用例では、悪玉の怪物グレンデルについて、同じ血統に「オーク＝ネ」たちという種族がいることが記述されている（原文は複数形："Orc-néas"。シッピー現代英語訳："demon-corpses 悪魔の骸たち"。忍足訳："悪霊"。トールキン現代英語訳："haunting shapes of hell"、その岡本千晶訳："死にそこないの悪魔の形をした生物"）がいるという（ちなみにグレンデルと同じカインの末裔には他にも"エティン巨人族やエルフ族"等がいると書かれている）。

### スペル
トールキンは『指輪物語』以後の著述では、orkと綴るのを正表記とみなし、常に用いるようになった。だが『指輪物語』を後発的にこの表記に準じさせることは断念している。『シルマリルの物語』発行の際には一度は"ork"採用の決断に至ったものの、編者であるクリストファーが『指輪物語』との一貫性を理由に父の意向を拒んでいる。

### 架空言語名
トールキンの文学世界にはアルダの言語と称して色々な部族の言語が創作されていることは有名だが、そのなかで共通語（Common Speech）はヒト語系（Mannish）の「西方語」であるとされる。『ホビットの冒険』は、その西方語（共通語）で書いた『西境の赤表紙本』をトールキンが英語に訳出した、という虚構をとっている。オークたちも異なる部族間のあいだではこの西方語で会話した。
オーク（"orc"）も、西方語（共通語）の名称/綴りであろう。原作付きの解説によれば「オークとは、このいまわしき人種に対して他の種族がもちいた語形であり、たとえばローハン語でもしかりであった」とある（「オークと暗黒語」、『指輪物語』）。直截的に"orc"はローハン語である、と断ずる資料もある。ローハンは騎馬で知られるヒト族の王国であり、ローハン語もまた、共通語の方言である。
またエルフの共通語として設定されているシンダール語ではオルフ（orch）で、「何匹かのオークら」を指す場合は分格複数形イルフ（yrch）、「オークら全般」を指す場合はグラムホス（glamhoth、「喚く集団、騒々しいやつら」）という集合名詞が充てられる。
エルフの祖語であるクウェンヤ（語）ではウルコ（urkō）、複数形ウルクイ（urqui）と呼ぶ。この語は「ボギー（おばけ）」、または、「ブギーマン（悪い子をさらう鬼）」を意味し、オークが怖ろしいものであることを表現している。
暗黒語でのオークの同義語は、ウルク＝ハイの語に見られるウルク（Uruk）である。もっともウルクの呼び名は主に第三紀2400年代後半から出現したモルドール及びアイゼンガルドの大型戦闘用オークを指して使われた。

## 創造神話
オークの発生起源については、外伝（『シルマリルの物語』）にエルフ族が飼われて品種開発されたか、あるいは野生進化したもの、と二つの異なる説明が記載される。ひとつには第1紀にモルゴスたるメルコールがエルフ族を捕らえ、"ゆっくりと（時間をかけた）残酷な術で.. 堕落させ隷属させ"、オークを作り出したという説明がある。一方で、アヴァリと称するエルフの部族が"原野に（放たれて）..邪悪化し野生化したのかもしれない"という説も述べられている。
これが戦争で、滅びかけ、復活したのち、第2紀に接触した人間の側から「オーク」という呼称で呼ばれる。後、第3紀の中ごろに次代冥王サウロンによって大型種ウルクが作られ、3紀末期にサルマンが人間とのハーフである半オークウルク・ハイを作った事が窺える。

## 亜種・階級
オークは、暗黒語でウルクという呼称を専横する大柄の戦士階級（ウルク＝ハイ）と、暗黒語でスナガ（「奴隷」）と特に戦士たちから蔑まれるより小型の階級がいる。
ウルクはサウロンによって創造された大型化（強化）変異株であり、個体をウルク、全体をまとめてウルク＝ハイ（暗黒語で「オーク＝種族」）と称す。
一方、スナガはもっとも普遍的な血種を指すとも考えられる。
戦士のウルク＝ハイ、労働階級のスナガの他に、追跡・斥候をおこなうスナッフラー（「嗅ぎまわる者」）がいるとする資料もある。この追跡者（トラッカー）職級は鼻孔が大きいという特徴があり、嗅覚のみで視覚を用いず探し物をする。
また大オーク'（Great Orcs）という、「他のどのオークより力が強く、..残忍」という亜種への言及がみられるが、これはウルク＝ハイと同定する解説者がいる。
背が小さく色が黒く、同様の、暗闇でも目と耳が効き闇夜のイタチよりも速く走る「走り手」も、『ホビットの冒険』から登場している。

### 日光耐性
ウルク＝ハイは通常のオークと違い、日光で弱まらない。原作中でも同盟軍側は夜明けを待つ戦略を取るが、ウルク＝ハイの耐性のため必ずしもうまくいかない。

### 細かい描写
一部の資料に次の様な描写がみられる：普通のスナガはより小型で、かがみこんだような姿勢なのだが、これに比べウルクは上背があり（ヒト族に比する身長をもち）、足も頑丈で真っすぐしており、。よってウルクは普通のオークより優越だと自負している。ウルクは皮膚の色が黒く、オオヤマネコのような眼（吊り目）をしているという。

### 狼乗り
狼に乗る騎狼隊あるいは狼乗り("Wolf-riders")は、オークやヒト族の裏切り者とともに敵軍に加わる部隊となっているが（『指輪物語』）、じつは騎狼隊もまたオークがまたがった戦闘員であると解説されている。
オークの略奪には魔狼（ワーグ）も援護にくわわり、またオークは狼に乗る、と前編『ホビットの冒険』にすでに記述されている。ワーグはオークと共闘まではするが、乗せることまではしないという解釈もあるが、ワーグもゴブリンを乗せるという解説と交錯している。
他にも友軍側の斥候が「狼に乗った者たち」の姿をみたと報告する段などが作中に見える。トールキンは騎馬国ローハン軍とオークの騎狼隊が大々的に戦闘する場面を執筆する構想を持ってはいたが、『指輪物語』の小説においてはそれは実現しなかった。しかし実写映画（『二つの塔』、2002年）では、その活劇がありありと放映された。

## 生態
オークはエルフより創造され、あるいは進化し、苦痛、憎悪が影響し、美しかった白肌は不気味な灰色になり、鉤爪が生え、醜い姿となった。また長い間、苦痛にさらされていたせいか背丈が低くなっていて、日光を嫌う。総じて知能も高く愚かではないが、鈍感で下劣な生物として描写されている。かれらは言語をくずして使い、手先が器用で、歯車や機械に興味を持ち、やっとこやつるはしや斧などの他「大量の人間を一度に抹殺する機械(山本史郎訳)」以外は何も生み出さず、破壊するだけの存在である。ただ繁殖力が非常に高く、『ホビットの冒険』終盤の五軍の戦いで一度絶滅しかけたものの立ち直っている。
作中で女性のオーク（ゴブリン）は登場していないが、ゴブリンの子供については回想的に触れられている（§オーク女や子供を参照）。

### 習性
知識や進歩に関しても、本来はエルフや人間などと同等だが憎悪や嫉妬、絶望に苛まれるがゆえに建設的な連携を取りにくいだけで、『ホビットの冒険』でのゴブリンは「人を痛める道具」について、「進歩(と呼ばれていますが)」させていると描かれる。残虐な行動もしばしば取り、エルロンドの妻ケレブリーアンはオークに襲われ、捕らえられて拷問されたという。
オークは「馬や子馬、ロバなど何でも食べる」と説明されるが、食事に関してはそれなりにこだわりがあるらしく、『ホビットの冒険』では首領の大ゴブリンが「わざわざ地底湖に魚を取りに行かせることがあった」という説明がある。

## オーク女や子供
オークの女性や子供は作中に登場しないが、いるものと想定されている。トールキンの著作物に"オークは「イルーヴァタールの子ら（ヒト族やエルフ族）と同じように繁殖する"（『シルマリルの物語』）、すなわち（異性と）有性生殖するとあるほか、"オーク女性はいたはずだ"とも書簡で述べている 。

## オークの肉
オーク自身の肉の味は人によって評価が違い、『ホビットの冒険』でゴブリンの子供食いを犯していたゴクリは、初登場の所で「ゴクリは（魚だけではなく）ゴブリンの肉もうまいと思っていました」とナレーションに説明があるが、映画『ロード・オブ・ザ・リング/王の帰還』によると、キリス・ウンゴル(Cirith Ungol蜘蛛峠)の洞窟を住処とするシェロブが普段はオークを獲物にしていることについてサウロン配下のオークは「オークの肉は不味いが、他に食べる物が無い」と語っている。原作では、サウロンは一応シェロブを「飼い猫」と呼んで手懐けようとし、結局同盟関係にしており、「外敵がおらず」「シェロブが飢えたときに」オークが「シェロブザグレート(太母シェロブ)」の元へ供される。
しかし、後者の方でもあまり美味しい食事にありつけない状況下ではこの限りではないようで、映画『ロード・オブ・ザ・リング/二つの塔』ではメリーとピピンを捕まえてアイゼンガルドに向かっていたサルマン配下のオークとウルク＝ハイが休息時に「腹が減った。ここ数日腐ったパンしか食ってねえ」と不満を露わにしたのをきっかけに、生け捕りにすべきメリーとピピンを殺さずに「要らない」という理由で2人の足を食おうとの提案がされるが、最後には1人のオークがウルク＝ハイに首を刎ねられ、「メニューに肉が戻るぞ！」の掛け声の元その場で貪り食われた。なお原作では、彼らは異なる部族の出身者による混成部隊であるため、当初サウロンによってオークの共通語である「暗黒語」が作られていたが、これは指揮官クラスしか使われず、通常のオーク同士では互いの意思疎通にホビットたちも理解できる「ふつうの言葉」（西方語）を話している。

## 文芸評論

### マクドナルドの影響
既述したように、トールキンのオークは、ジョージ・マクドナルド作『お姫さまとゴブリンの物語』の影響を受けていると著者自身が述べている。
ただ、後年マクドナルドの作品『金の鍵』の解説を依頼されたものの、批判しか出ず代案として執筆したものを膨らませ『星をのんだかじや』(山本史郎訳では『ウートンメジャーの鍛冶屋』)を著し、結局解説は書かなかった彼は、マクドナルド作品を敬愛していた若いころからマクドナルドの描く「足が柔らかくダンスが踊れず、歌を忌避する」というゴブリン像には否定的で、『ホビットの冒険』第4章でドワーフとホビットを連行する際「囃し歌を歌い」「手を叩き」「足を踏み鳴らし」浮かれるゴブリンを描いている。また『幻獣大全』によれば、ライマン・フランク・ボームの『サンタクロースの冒険』に登場する、オーグワが影響を与えている可能性がある。その傍証である、実子のみへ送った『サンタ・クロースからの手紙』では、サンタ・クロースはレッドノームと共に、『ホビットの冒険』と設定を同じくするらしいゴブリンの来襲に対抗している。

### 北欧由来説
日本のゲームライター健部伸明（『幻獣大全』）は、手先が器用で、美しいもの以外なら何でも造る、鉱山に洞穴を掘る、性格が邪悪、という特徴を持つ北欧神話のスヴァルトアールヴ（「黒エルフ」）こそオーク族のモデルであると仮説を立てている。「蛆から生まれた」という北欧神話でのドヴェルグ起源説があることと、ゴブリンも「蛆」と呼ばれている点を符合させて根拠としている。
もっとも、「黒エルフ」というのはドワーフをそのように言換えたスノッリによる造語だと現代学者によってみなされている。そしてトールキンの一連の創作には別途ドワーフ族が登場するわけで、これはいうまでもなく英語のドワーフや北欧のドヴェルグに由来している。

### 実写映画版の描写
ピーター・ジャクソン監督による実写映画作品でも登場するアゾグとその息子ボルグなど、何人かの大きなオークは『ホビットの冒険』の段階では、「オーク」と呼称されていたがプロポーションの描写などから『指輪物語』で、「ウルク」とされた可能性が高い。また、この種はオーク同士の品種改良によってできた最高種、という説がある。
『ホビット　ゆきてかえりし物語』（1997年版）で「食人鬼」とされる種(第5章)は、「背を屈めて両手を地面につけんばかりにして相当なスピードで走れる」と描写され、このような特徴がウルクであるシャグラトに認められることから、『ホビットの冒険』でオークとされるものと『指輪物語』でのウルクが同じもので、かつウルクは太陽光線に弱いがウルク・ハイはそれを克服している点、またウルクと称される物のみが「頭が大きい」とされる点が根拠に挙げられる。同じ作業により、グリシュナーハなど水泳に長じた「曲がり足の手長オーク」と呼ばれる者が誕生している。